# Medalha do Jubileu "70 Anos de Vitória na Grande Guerra Patriótica 1941–1945"
A Medalha do Jubileu "70 Anos de Vitória na Grande Guerra Patriótica 1941–1945" (em russo: Юбилейная медаль «70 лет Победы в Великой Отечественной войне 1941–1945 гг.») é uma medalha comemorativa estatal da Federação Russa criada em 21 de dezembro de 2013 pelo Decreto Presidencial n.º 931 para comemorar o septuagésimo aniversário da vitória soviética sobre a Alemanha Nazista na Grande Guerra Patriótica.
Em 25 de outubro de 2013, por decisão do Conselho de Chefes de Estado dos países membros da CEI, foi instituída a Medalha do Jubileu "70 Anos de Vitória na Grande Guerra Patriótica 1941-1945".

## Estatuto
A Medalha do Jubileu "70 Anos de Vitória na Grande Guerra Patriótica 1941-1945" é concedida a:
- Militares e membros do pessoal civil que serviram nas Forças Armadas da URSS e participaram dos combates nas frentes da Grande Guerra Patriótica, assim como partisans e membros de organizações clandestinas que atuaram em territórios temporariamente ocupados durante o conflito, militares e membros do pessoal civil que serviram nas Forças Armadas da URSS durante a Grande Guerra Patriótica, indivíduos condecorados com as medalhas "Pela Vitória sobre a Alemanha na Grande Guerra Patriótica 1941-1945", "Pela Vitória sobre o Japão", bem como aqueles que possuem certificado da medalha "Pela Vitória sobre a Alemanha na Grande Guerra Patriótica 1941-1945" ou um documento que comprove sua participação na guerra;
- Trabalhadores da retaguarda que receberam ordens da URSS ou medalhas em reconhecimento ao seu trabalho dedicado durante a Grande Guerra Patriótica, incluindo as medalhas "Pelo Trabalho Valente na Grande Guerra Patriótica 1941-1945", "Pelo Valor Trabalhista", "Por Distinção no Trabalho", "Pela Defesa de Leningrado", "Pela Defesa de Moscou", "Pela Defesa de Odessa", "Pela Defesa de Sebastopol", "Pela Defesa de Stalingrado", "Pela Defesa de Kiev", "Pela Defesa do Cáucaso" e "Pela Defesa do Transártico Soviético", além daqueles que possuem o distintivo "Residente de Leningrado Cercada" ou um certificado da medalha "Pelo Trabalho Valente na Grande Guerra Patriótica 1941-1945";
- Pessoas que trabalharam por pelo menos seis meses entre 22 de junho de 1941 e 9 de maio de 1945, excluindo períodos em territórios temporariamente ocupados;
- Ex-prisioneiros menores de idade de campos de concentração, guetos e outros locais de detenção forçada criados pelos nazistas e seus aliados durante a Segunda Guerra Mundial;
- Cidadãos de países estrangeiros que não fazem parte da Comunidade dos Estados Independentes, que lutaram em formações nacionais dentro das Forças Armadas da URSS, em unidades partisans, grupos clandestinos ou outras organizações antifascistas, contribuindo significativamente para a vitória na Grande Guerra Patriótica e que foram condecorados com prêmios da URSS ou da Federação Russa.

A medalha é usada no lado esquerdo do peito, posicionando-se após a Medalha do Jubileu "65 Anos de Vitória na Grande Guerra Patriótica 1941-1945".

## Descrição

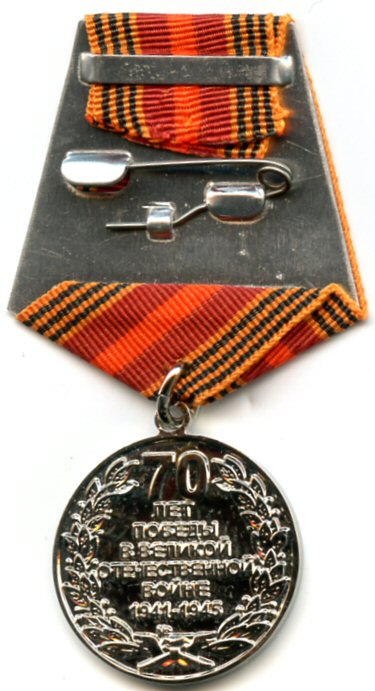
Reverso da medalha

A medalha é feita de metal de cor prateada e tem formato circular com um diâmetro de 32 mm.
No anverso, há uma imagem esmaltada multicolorida da insígnia da Ordem da Guerra Patriótica de 1ª classe. Entre os raios inferiores da estrela da insígnia, estão os números "1945" e "2015".
No verso, ao centro, está a inscrição: “70 ANOS DE VITÓRIA NA GRANDE GUERRA PATRIÓTICA 1941-1945" (em russo: «70 ЛЕТ ПОБЕДЫ В Великой Отечественной войне 1941—1945»;"70 LET POBEDY V VELIKOY OTECHESTVENNOY VOYNE 1941-1945"), cercada por uma coroa de louros, cujos ramos são entrelaçados na base por uma fita.
As bordas da medalha são contornadas por um aro. Todas as imagens, inscrições e números são em relevo.
A medalha é presa por meio de uma argola a uma base pentagonal coberta por uma fita moiré de seda na cor bordô escuro, com 24 mm de largura. No centro da fita, há uma faixa vermelha de 3 mm de largura. Nas bordas, há três faixas pretas e duas laranjas, cada uma com 1 mm de largura. As faixas pretas externas são contornadas por faixas laranjas de 0,5 mm de largura.

## Medalha na CEI
Em 25 de outubro de 2013, por decisão do Conselho de Chefes de Estado dos países membros da CEI, foi aprovada a criação da Medalha do Jubileu "70 Anos de Vitória na Grande Guerra Patriótica 1941-1945", juntamente com seu regulamento e descrição. A decisão foi assinada pelo Azerbaijão, Armênia, Belarus, Cazaquistão, Quirguistão, Moldávia, Rússia, Tadjiquistão, Uzbequistão e Ucrânia. Alguns países assinaram a decisão com ressalvas. A Moldávia, ao produzir a medalha, adotou um design próprio, removendo a imagem da foice e do martelo. A Ucrânia inicialmente se recusou a fazer a insígnia da Ordem da Guerra Patriótica em cores, mas posteriormente voltou ao projeto original. No entanto, em abril de 2015, todas as decisões do ex-presidente da Ucrânia, Viktor Yanukovych, sobre a medalha do jubileu da CEI foram anuladas. Em substituição à medalha comum dos países da CEI, a Ucrânia instituiu sua própria medalha do jubileu "70 Anos da Vitória sobre o Nazismo".
A Rússia instituiu sua versão da medalha em 21 de dezembro de 2013, em total conformidade com a decisão do Conselho de Chefes de Estado da CEI.
Israel também adotou um design próprio para a medalha.

## Ligações
- Decreto do Presidente da Federação Russa de 21 de dezembro de 2013 nº 931 "Sobre a Medalha do Jubileu "70 Anos de Vitória na Grande Guerra Patriótica 1941-1945"
- Órgãos da CEI / Informações sobre órgãos da CEI / Conselho de Chefes de Estado / Decisões adotadas / 2013 / sobre um único prêmio de jubileu estabelecido para o 70º aniversário da Vitória do povo soviético na Grande Guerra Patriótica 1941-1945
- Reportagem em vídeo sobre a produção dessas medalhas na empresa "Russian Crafts"